# 401 (tal)
401 är det naturliga talet som följer 400 och som följs av 402.

## Inom vetenskapen
- 401 Ottilia, en asteroid.

## Inom matematiken
- 401 är ett udda tal
- 401 är ett primtal[1]
- 401 är ett defekt tal
- 401 är ett tetranaccital
- 401 är ett Pillaiprimtal
- 401 är ett superprimtal
- 401 är en term i Mian–Chowlas följd